# Megachile pexa
Megachile pexa là một loài Hymenoptera trong họ Megachilidae. Loài này được Rebmann mô tả khoa học năm 1968.